# Аконий Катуллин (проконсул)
Аконий Катуллин (лат. Aconius Catullinus) — государственный деятель Римской империи середины IV века.
Катуллин был президом Бизацены в 313—314 годах. Об этом свидетельствует единственный закон, изданный в Гадрумете. Затем, в 317—318 годах он занимал должность проконсула Африки. Его сыном был консул Аконий Катуллин Филоматий.